# Gyraulus stroemi
Gyraulus stroemi is een slakkensoort uit de familie van de Planorbidae. De wetenschappelijke naam van de soort is voor het eerst geldig gepubliceerd in 1881 door Westerlund.